# 43 (број)
43 је број, нумерал и име глифа који предтсавља тај број. 43 је природан број који се јавља после броја 42, а претходи броју 44.

## У математици
- Је четрнаести по реду прост број, дељив са собом и јединицом

## У науци
- Је атомски број Технецијума

## Остало
- Је међународни позивни број за Аустрију[1]
- Џорџ Буш је био 43. председник Сједињених Држава
- Је број аутобуске линије у Београду који саобраћа на релацији Нови Београд /Ушће/ - Котеж[2]